# Avra Valley, Arizona
Avra Valley är en ort (CDP) i Pima County, i delstaten Arizona, USA. Enligt United States Census Bureau har orten en folkmängd på 6 050 invånare (2010) och en landarea på 57,5 km².